# 이훈철
이훈철(李薰喆)은  대한민국의 수영 선수였다.
이훈철은 충남고등학교 재학 중이던 1979년 제60회 전국 체육 대회 남고부 자유형 100m 예선에서 57초 33을 기록해 조오련이 독점하고 있던 자유형 5종목 대한민국 기록을 처음으로 깼다.